# TRP-Kanäle
Die TRP-Kanäle (englisch transient receptor potential channels) sind eine umfangreiche Familie von zellulären Ionenkanälen, die in mindestens neun Unterfamilien mit 28 oder mehr Kanälen gegliedert werden kann. Die Homologie (DNA- bzw. Aminosäuresequenz-Verwandtschaft) zwischen den Unterfamilien ist nur mäßig ausgeprägt. Gemeinsam ist allen Mitgliedern, dass sie 6 Transmembranregionen besitzen und durchlässig für Kationen sind.
Man unterscheidet folgende Unterfamilien:
1. klassische Unterfamilie (TRPC)
2. NOMPC-Unterfamilie (TRPN)
3. Vanilloid-Rezeptor-Unterfamilie (TRPV)
4. Vanilloid-Rezeptor-Ähnliche-Unterfamilie (TRPVL)
5. Melastatin-Unterfamilie (TRPM)
6. Soromelastatin-Unterfamilie (TRPS)
7. ANKTM1-Unterfamilie (TRPA)
8. Mucolipin-Unterfamilie (TRPML)
9. Polycystin-Unterfamilie (TRPP)

Das Vorhandensein einer weiteren TRPY/TRPF-Unterfamilie wird diskutiert. Die jeweils vier Protein-Untereinheiten bilden in der Zellmembran einen Ionenkanal mit einer zentralen Pore (Tetramer). Sowohl Homotetramere (vier gleiche Untereinheiten) als auch Heterotetramere (Tetramere aus mehreren verschiedenen Untereinheiten) sind möglich. 
TRP-Kanäle sind entwicklungsgeschichtlich sehr alt (sie finden sich z. B. bereits in Hefezellen). Die Funktion der meisten TRP-Kanäle ist allerdings teilweise ungeklärt. Beim Menschen spielen TRP-Kanäle eine wichtige Rolle bei der Wahrnehmung von Geschmack (süß, bitter, umami), Pheromonen, Temperatur (warm, heiß, kalt), Druck, pH, Schmerz und vielem mehr. Insekten beispielsweise benötigen TRP-Kanäle zum Sehen und bei der Schmerzwahrnehmung.
Der Name transient receptor potential ist im Grunde die Beschreibung eines Phänotyps einer Mutante der Fruchtfliege Drosophila melanogaster. In den 1960er-Jahren fand man eine mutierte Linie von Drosophila (trp343), deren Photorezeptoren auf Lichtreize oder Depolarisation nur mit einem transienten, d. h. schnell inaktivierenden Membranstrom reagierten. Im Wildtyp dagegen hielt der Strom an, solange Licht auf den Photorezeptor traf oder die Depolarisation aufrechterhalten wurde. Nach langer Suche nach dem verantwortlichen Protein wurde TRP schließlich im Jahre 1989 kloniert.
Der transiente Strom in den TRP-Mutanten von Drosophila wird vom Kanal TRPL (für TRP-like) vermittelt.

## TRPC-Kanäle
Der Buchstabe „C“ im Namen dieser Unterfamilie steht für „classical“ oder „canonical“. Diese Bezeichnung hat damit zu tun, dass die TRPC-Kanäle eher als andere TRP-Kanäle beschrieben worden sind und dass sie am meisten Ähnlichkeit zu den an der Photorezeption in Drosophila beteiligten TRP-Kanälen aufweisen.
TRPC-Kanäle sind rezeptoraktivierte Kationenkanäle, die verschiedene mono- und divalente Kationen (Natriumionen, Calciumionen, Kaliumionen) leiten können und daher als nichtselektive Kationenkanäle bezeichnet werden. Sie werden durch Bindung von Liganden an metabotrope Rezeptoren aktiviert, die mit der Phospholipase C gekoppelt sind. Die Phospholipase C produziert unter anderem Inositoltrisphosphat (IP3), welches über seine spezifischen Rezeptoren Calcium-Ionen aus dem endoplasmatischen Retikulum freisetzt. Da TRPC-Kanäle über eine Calcium-Leitfähigkeit verfügen, wird vermutet, dass TRPC-Kanäle am Wiederauffüllen intrazellulärer Calciumspeicher nach deren Entleerung beteiligt sind. Es ist allerdings umstritten, ob sie auch direkt speicheraktiviert („store-operated“) sind, d. h. ob die Entleerung der Speicher auch ohne Aktivierung eines Rezeptors zu ihrer Öffnung führt.
Zu den TRPC-Kanälen gehören sieben Vertreter: TRPC1 bis TRPC7, die in drei Subfamilien eingeteilt werden. Sie weisen innerhalb der Subfamilien eine Aminosäureidentität von ca. 60–80 % und zwischen den Subfamilien von 25–40 % auf.
Die TRPC-Kanäle sind tetramer aufgebaut, d. h. vier Untereinheiten bilden einen funktionellen Kanal. Dabei kann es sich um vier gleiche (Homotetramer) oder vier verschiedene Untereinheiten (Heterotetramer) handeln. Es kann als gesichert angesehen werden, dass innerhalb der jeweiligen Unterfamilien eine Heterotetramerbildung möglich ist, d. h. TRPC1, 4 und 5 assoziieren miteinander, ebenso wie TRPC3, 6 und 7. Vor kurzem wurde gefunden, dass auch TRPC4 bzw. 5 mit TRPC3 assoziiert, solange TRPC1 vorhanden ist. Die Frage der Zusammensetzung der in der Natur vorkommenden TRPC-Kanäle ist nicht leicht zu beantworten, da sich die Untereinheiten in heterologen Expressionssystemen anders verhalten könnten als in nativen Zellen. Des Weiteren gibt es kaum wirklich spezifische Antikörper. Deshalb sind die Daten dazu zurzeit noch teilweise widersprüchlich.
Entsprechend der phylogenetischen Verwandtschaft und dem Aktivierungsmechanismus werden TRPC-Kanäle in drei Unterfamilien eingeteilt:

### TRPC1, 4 und 5
TRPC1 wurde als eigenständiger Kanal oder als Untereinheit einer heteromeren TRPC1/TRPC4- bzw. TRPC1/TRPC5 beschrieben. TRPC1 zeigt ein breites Expressionsmuster in verschiedenen Organen und Geweben. TRPC4 existiert ebenso wie TRPC1 in mehreren Spleißvarianten und ist besonders stark im glatten Muskelgewebe exprimiert. TRPC5, der engste Verwandte von TRPC4, ist besonders stark im zentralen Nervensystem exprimiert. TRPC4, TRPC5 oder Heteromere aus TRPC1/TRPC4 bzw. TRPC1/TRPC5 können durch Phospholipase C vermittelte Rezeptoren über bislang noch nicht molekular verstandene Mechanismen aktiviert werden.

### TRPC2
Im Menschen ist TRPC2 nur ein Pseudogen, d. h. die entsprechende DNA-Sequenz ist vorhanden, es findet aber keine Expression eines funktionellen TRPC2-Proteins statt. In Ratten und Mäusen kommt TRPC2 ausschließlich im Hoden und im vomeronasalen Organ vor. In männlichen Mäusen, in denen das TRPC2-Gen zerstört wurde („knock-out“), fehlt das durch Pheromone induzierte Aggressionsverhalten.

### TRPC3, 6 und 7
Diese Untergruppe der TRPC-Kanäle wird auch als DAG-sensitive TRPC-Kanäle bezeichnet. Ihr gemeinsamer natürlicher Agonist in heterologen Expressionssystemen ist Diacylglycerol, ein weiteres Produkt der Phospholipase C.
TRPC3 ist der durch Erythropoietin aktivierte Calciumkanal in der Membran erythroider Zellen.
Die molekulare Struktur von TRPC3 liegt mit einer Auflösung von 15 Ångström vor. Die große intrazelluläre Domäne hat eine verschachtelte Struktur: Eine gitterartige äußere Hülle funktioniert als Sensor für Agonisten und Modulatoren, während eine kugelförmige innere Kammer den Ionenfluss durch den Kanal beeinflussen kann, da sie auf einer gemeinsamen Achse mit der dicht gepackten Transmembrandomäne liegt, die die Kanalpore formt. Diese Struktur verdeutlicht, dass die TRP-Kanäle als Sensoren für ganz verschiedene Signale und nicht als einfache ionenleitende Poren evolviert sind.
Mutationen von TRPC6 führen zu einer Nierenerkrankung, einer Form der familiären fokal sklerosierenden Glomerulonephritis. In der dritten und vierten Lebensdekade kommt es zum Auftreten eines nephrotischen Syndroms, das sich äußert durch hohe Eiweißverluste im Urin. Die Erkrankung führt innerhalb von zehn Jahren zur Abhängigkeit von der Dialysebehandlung. Das von der Mutation betroffene Protein fördert den Calcium-Einstrom in die Epithelzellen des Nierenkörperchen (Podozyten), welche die für die Blut-Harn-Schranke verantwortliche Zellschicht bilden. Damit ist TRPC6 ein wichtiger Bestandteil der Schlitzmembran des Nierenkörperchens.
Bei erworbenen Erkrankungen des Nierenkörperchens, insbesondere der membranösen Glomerulonephritis, ist die Expression von TRPC6 in den Epithelzellen (Podozyten) ebenfalls hochreguliert. Dies führt zu einer Reorganisation des Aktin-Zytoskeletts, einer Änderung des Calcium-Haushaltes und schließlich zu vermehrter Durchlässigkeit der glomerulären Filtrationsmembran mit Übertritt von Eiweiß in den Urin (Proteinurie).

## TRPV-Kanäle
Der bekannteste Vertreter der TRPV-Kanäle ist TRPV1, der auch als Vanilloid-Rezeptor 1 (VR1) bezeichnet wird. Er wird besonders stark in freien Nervenendigungen, die als Schmerzrezeptoren (Nozizeptoren) fungieren, exprimiert. Er besitzt eine intrazelluläre Bindungsstelle für die scharfen Inhaltsstoffe von Pfeffer (Piperin) sowie Paprika bzw. Chili (Capsaicin). Auf der anderen Seite wird er auch durch erhöhte Temperatur sowie durch endogene Cannabinoide aktiviert. Dadurch erklärt sich die ähnliche Qualität der Empfindungen für „heiß“ bzw. „scharf“.
TRPV1 befindet sich nicht nur in der Plasmamembran, sondern auch in der Membran des endoplasmatischen Retikulums. Wie alle unspezifischen Kationenkanäle ist TRPV1 permeabel für Na+-, K+- und Ca2+-Ionen. Darüber hinaus besitzt er allerdings noch eine Leitfähigkeit für Protonen.
TRPV2 welcher ebenfalls in Nozizeptoren vorkommt reagiert auf große Hitzereize über 50 °C
TRPV4 ist als mechano- und osmosensitiver Kanal an der Entstehung von Hyperalgesie bei Entzündungen und Nervenläsionen beteiligt.
In der Niere ist TRPV5 für die Rückresorption von Calcium aus dem Primärharn verantwortlich. TRPV5 wird in der Pars convoluta der Nierenkanälchen an der apikalen Membran der Epithelzellen exprimiert. Die Expression wird in erster Linie durch Parathormon und Calcitriol reguliert. Eine Entfernung der Nebenschilddrüsen (Parathyreoidektomie) vermindert die Expression von TRPV5, die Gabe von Parathormon fördert die Expression von TRPV5. Die Promotorregion des TRPV5-Gens wird wahrscheinlich von 1,25-Dihydroxycholecalciferol kontrolliert. 1,25-Dihydroxycholecalciferol fördert ebenfalls die Expression von TRPV5 in der Niere. Die erhöhte Expression von TRPV5 führt zu einer vermehrten Rückresorption von Calcium aus dem Primärharn und bewirkt so ein Ansteigen des Calcium-Spiegels im Blut. Das Genprodukt des Klotho-Gens stabilisiert TRPV5 und fördert ebenfalls die Calcium-Rückresorption aus dem Primärharn.
TRPV6 ist im Darm für die Resorption von Calcium verantwortlich.

## TRPM-Kanäle
Die TRPM-Unterfamilie bildet die größte Einheit von TRP-Kanälen. Sie enthalten N-Terminal eine Melastatin-Homologie-Region.
Eine Mutation von TRPM1 verursacht mit großer Wahrscheinlichkeit die angeborene Nachtblindheit (Genaue Bezeichnung: Kongenitale stationäre Nachtblindheit, englisch: congenital stationary night blindness (CSNB)) und Tigerscheck-Farben beim Pferd.
TRPM2 ist der am meisten erforschte TRPM-Kanal. Ihm kommt eine wichtige Rolle im Immunsystem zu, unter anderem bei der Zytokinfreisetzung nach einem Schlaganfall, er ist aber auch an der Apoptoseinduktion, der Überwachung der Körperkerntemperatur und der Insulinfreisetzung beteiligt.
TRPM3 kommt unter anderem in Nervenzellen vor und kann schädliche Hitze detektieren.
TRPM4 ist für Calcium undurchlässig und scheint die Herzfunktion mit zu regulieren.
Bei der Geschmackswahrnehmung spielt TRPM5 eine entscheidende Rolle.
Eine Mutation von TRPM6 führt zu einem Defekt der Magnesium-Aufnahme über den Darm und der Magnesium-Rückresorption durch die Nieren. Thiazid-Diuretika hemmen die TRPM6-Expression. Dies führt zu einem Verlust von Magnesium über die Nieren und zum Absinken der Magnesiumspiegel im Blut (Hypomagnesiämie). In einem Maus-Modell des Gitelman-Syndroms, bei dem ähnliche Veränderungen beobachtet werden, wie bei chronischer Einnahme von Thiaziden, ist die TRPM6-Expression ebenfalls vermindert. Eine chronische Übersäuerung (Azidose) führt ebenfalls zu einer Verminderung der TRPM6-Expression und zum Magnesiummangel, ein zu hoher pH-Wert des Körpers (Alkalose) hat dagegen die entgegengesetzten Effekte. Ein Mangel von Magnesium in der Nahrung führt zu einer erhöhten TRPM6-Expression, ein Magnesium-Überschuss hemmt dagegen die TRPM6-Expression.
TRPM7 ist wie TRPM6 durchlässig für Magnesium und an Signalweiterleitungen beteiligt.
Eine Aktivierung von TRPM8, zum Beispiel durch Menthol, löst ein Kälteempfinden aus. Es wird an selektiven Liganden für diesen Rezeptor als Schmerzmittel geforscht.

## TRPA-Kanäle
TRPA-Kanäle spielen eine Rolle bei der Schmerz- und Temperaturrezeption.
TRPA1 ist das einzige bisher identifizierte Mitglied dieser TRP-Familie. TRPA1 wird durch eine breite Palette potentiell schädigender Substanzen aktiviert und fungiert als zentraler chemischer Nozizeptor. Darüber hinaus wird TRPA1 auch mechanisch bzw. osmotisch aktiviert. Es gibt auch Stoffe, die TRPA-Kanäle blockieren, z. B. wohl der Arzneistoff Metamizol.

## Klassifikation nach dem HUGO-Gen-Nomenklatur-Komitee
- TRPC (canonical): TRPC1, TRPC2, TRPC3, TRPC4, TRPC5, TRPC6, TRPC7
- TRPV (vanilloid): TRPV1, TRPV2, TRPV3, TRPV4, TRPV5, TRPV6
- TRPM (melastatin): TRPM1, TRPM2, TRPM3, TRPM4, TRPM5, TRPM6, TRPM7, TRPM8